# Sakti Mazumdar
Sakti Mazumdar (ur. 13 listopada 1931 w Kolkacie, zm. 21 maja 2021 tamże) – indyjski pięściarz, uczestnik Igrzysk Olimpijskich w 1952 w Helsinkach. Na igrzyskach wziął udział w turnieju w wadze muszej. W pierwszej rundzie wygrał walkowerem z Wietnamczykiem Nguyễnem Văn Chủa. W drugiej przegrał z Koreańczykiem z Południa Han Su-anem.